# Deutscher Filmpreis 2022

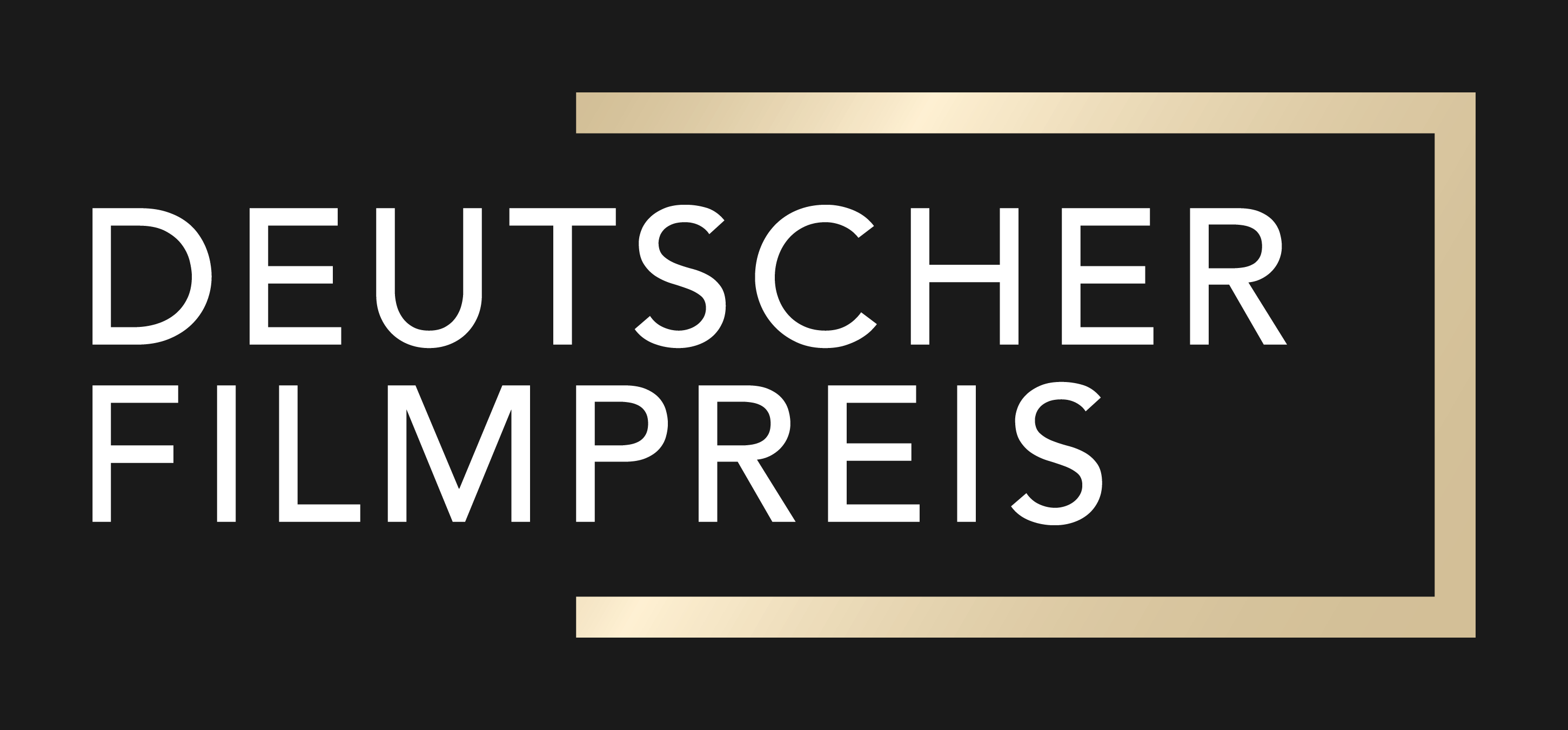
Logo des Deutschen Filmpreises seit 2019

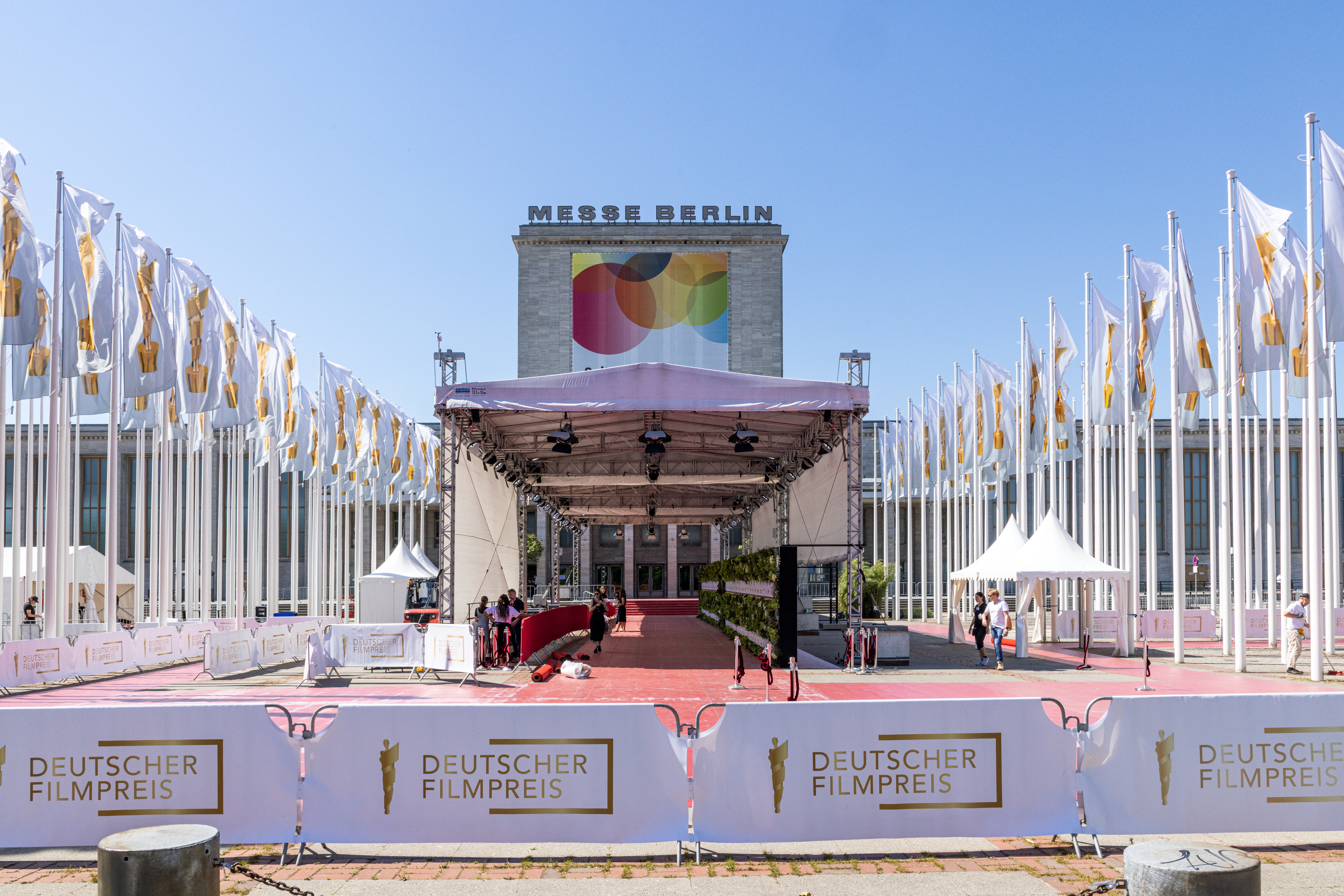
Eingang zur Verleihungsveranstaltung des Dt. Filmpreises, Juni 2022

Die 72. Verleihung des Deutschen Filmpreises (Lola) fand am 24. Juni 2022 im Palais am Funkturm in Berlin statt und wurde von Katrin Bauerfeind moderiert. Die meisten Auszeichnungen erhielt Andreas Kleinerts Filmbiografie Lieber Thomas, die neun ihrer zwölf Nominierungen in Siege umsetzen konnte.
Die Vorauswahl der Filme wurde am 28. Februar 2022 veröffentlicht. Die aus 17 Mitgliedern bestehende Vorauswahlkommission Spielfilm nahm 25 Spielfilme in die Vorauswahl. Die zwölf Kommissionsmitglieder der Kategorie Kinderfilm wählten sechs Filme aus, die zehnköpfige Dokumentarfilmkommission wählte 15 Dokumentarfilme. Aus den vorausgewählten Filmen wählten die über 2200 Mitglieder der Deutschen Filmakademie die Nominierungen für den Deutschen Filmpreis 2022. Diese wurden am 12. Mai 2022 von Lea van Acken und Maria Ehrich sowie Alexandra Maria Lara, Florian Gallenberger und Claudia Roth bekanntgegeben.
| Film                               | N  | A |
| ---------------------------------- | -- | - |
| Lieber Thomas                      | 12 | 9 |
| Rabiye Kurnaz gegen George W. Bush | 10 | 3 |
| Große Freiheit                     | 8  | 2 |
| Stasikomödie                       | 4  | 0 |
| Niemand ist bei den Kälbern        | 3  | 1 |
| Die Schule der magischen Tiere     | 3  | 2 |
| Spencer                            | 2  | 0 |
| Wunderschön                        | 2  | 1 |

## Preisträger und Nominierungen

### Bester Spielfilm
| Auszeichnung        | Filmtitel                          | Produktion                                   | Regie            |
| ------------------- | ---------------------------------- | -------------------------------------------- | ---------------- |
| Filmpreis in Gold   | Lieber Thomas                      | Michael Souvignier, Till Derenbach           | Andreas Kleinert |
| Filmpreis in Silber | Rabiye Kurnaz gegen George W. Bush | Claudia Steffen, Christoph Friedel           | Andreas Dresen   |
| Filmpreis in Bronze | Große Freiheit                     | Benny Drechsel, Sabine Moser, Oliver Neumann | Sebastian Meise  |

außerdem nominiert:
- Contra – Produktion: Christoph Müller, Tom Spieß
- Spencer – Produktion: Jonas Dornbach, Janine Jackowski, Maren Ade
- Wunderschön – Produktion: Lothar Hellinger, Christopher Doll

### Bester Dokumentarfilm
The Other Side of the River – Produktion: Frank Müller, Antonia Kilian, Guevara Namer
- We Are All Detroit – Vom Bleiben und Verschwinden – Produktion: Michael Loeken, Ulrike Franke
- Wem gehört mein Dorf? – Produktion: Marcel Lenz, Guido Schwab

### Bester Kinderfilm
Der Pfad – Produktion: Daniel Ehrenberg
- Die Schule der magischen Tiere – Produktion: Alexandra Kordes, Meike Kordes

### Beste Regie
Andreas Kleinert – Lieber Thomas
- Andreas Dresen – Rabiye Kurnaz gegen George W. Bush
- Sebastian Meise – Große Freiheit

### Bestes Drehbuch
Thomas Wendrich – Lieber Thomas
- Thomas Reider, Sebastian Meise – Große Freiheit
- Laila Stieler – Rabiye Kurnaz gegen George W. Bush

### Beste weibliche Hauptrolle
Meltem Kaptan – Rabiye Kurnaz gegen George W. Bush
- Sara Fazilat – Nico
- Saskia Rosendahl – Niemand ist bei den Kälbern
- Ursula Strauss – Le Prince

### Beste männliche Hauptrolle
Albrecht Schuch – Lieber Thomas
- Farba Dieng – Toubab
- Franz Rogowski – Große Freiheit

### Beste weibliche Nebenrolle
Jella Haase – Lieber Thomas
- Sandra Hüller – Das Schwarze Quadrat
- Anja Schneider – Lieber Thomas

### Beste männliche Nebenrolle
Alexander Scheer – Rabiye Kurnaz gegen George W. Bush
- Godehard Giese – Niemand ist bei den Kälbern
- Henry Hübchen – Stasikomödie
- Jörg Schüttauf – Lieber Thomas

### Beste Kamera/Bildgestaltung
Johann Feindt – Lieber Thomas
- Crystel Fournier – Große Freiheit
- Claire Mathon – Spencer

### Bester Schnitt
Gisela Zick – Lieber Thomas
Bettina Böhler – A E I O U – Das schnelle Alphabet der Liebe
Joana Scrinzi – Große Freiheit

### Beste Tongestaltung
Jonathan Schorr, Dominik Leube, Gregor Bonse, John Gürtler – Niemand ist bei den Kälbern
- Andreas Hildebrandt, Filipp Forberg, Matthias Lempert – In den Uffizien
- Bertin Molz, Thorsten Bolzé, Mario Hubert, Marco Hanelt, Benedikt Uebe – Fly
- Michael Schlömer, Paul Rischer, Martin Steyer – Axiom

### Beste Filmmusik
Annette Focks – Wunderschön
- Ali N. Askin – Peterchens Mondfahrt
- Johannes Repka, Cenk Erdoğan – Rabiye Kurnaz gegen George W. Bush

### Bestes Szenenbild
Myrna Drews – Lieber Thomas
- Lothar Holler – Stasikomödie
- Susanne Hopf – Rabiye Kurnaz gegen George W. Bush

### Bestes Kostümbild
Anne-Gret Oehme – Lieber Thomas
- Janina Brinkmann – Stasikomödie
- Tanja Hausner – Große Freiheit
- Birgitt Kilian – Rabiye Kurnaz gegen George W. Bush

### Bestes Maskenbild
Heiko Schmidt, Kerstin Gaecklein, Roman Braunhofer – Große Freiheit
- Grit Kosse, Uta Spikermann – Rabiye Kurnaz gegen George W. Bush
- Uta Spikermann, Grit Kosse – Lieber Thomas

### Beste visuelle Effekte und Animation
Dennis Rettkowski, Markus Frank, Tomer Eshed – Die Schule der magischen Tiere
- Denis Behnke – Stasikomödie
- Thomas Loeder – Rabiye Kurnaz gegen George W. Bush

### Besucherstärkster Film
Die Schule der magischen Tiere

### Ehrenpreis
Jürgen Jürges, deutscher Kameramann